# Ringborg
Ringborg er en populær betegnelse for fæstningsanlæg, der har en cirkulær grundplan. Den senmiddelalderlige ringborg er en borg bygget af sten og omgivet af en voldgrav.

## Vikingeborge
I Danmark forbindes ringborge med de kendte fæstningsanlæg kaldet trelleborge fra vikingetiden: Fyrkat og Aggersborg i Jylland, Nonnebakken på Fyn og Trelleborg på Sjælland. Førsteleddet i navnet trelleborgs betydning er usikker. Det kan måske være ordet træl som betyder "ufri mand", eller det oldnordiske ord "trel" eller "træl" som betyder tømmer og henviser til bygningsmaterialet. De fire forannævnte ringborge må være rejst samtidig, da de dendrokronologisk alle er dateret til år 981.
I 2014 erkendtes det, at Borrering nær Lellinge vest for Køge også er en ringborg fra vikingetiden. Vikingeborgene har en overordentlig karakteristisk, geometrisk utroligt præcis plan med den runde vold, portåbningernes placering og bebyggelsen inden for voldene. I Skåne kendes to ringborge: ved Trelleborg og Borgeby, men de er ikke helt cirkulære. Et satellitbillede fra Lyby ved Rygge i Østfold har afsløret en cirkel på 140 m i diameter, som kan være en ringborg.
Der fandtes også en ringborg ved Aalborg (voldsted) Den blev ryddet af tyskerne under besættelsen ,den var ca 100 meter i diameter,Hvis man gennemser tyske luftfoto fra den tid ,ser man tydeligt borgen.Den lå ca 1,5 km fra Aalborg nær Rørdal Cementfabrik,nærmere bestemt hvor soldaterhjemmet ved rørdal kaserne var plaseret.[kilde mangler]

## Burgwall
Ringborge kendes også fra det slaviske område øst for Elben og vest for Weichsel. De ældste er fra omkring 700-tallet. De kaldes
Burgwall. De ligner med byggematerialer og opbygningen af volden de senere vikingeborge. Burgwall udviklede sig gennem middelalderen til
større bebyggelser og mistede dermed karakteren af borg.

## Fæstningsanlæg
I Europa kendes fæstningsanlæg fra neolitisk tid. Græsk og romersk kultur
og enkelte fønikiske kolonier inspirerede til andre byggeformer og fæstningsanlæg – og generelt andre måder at organisere et samfund på. Men
nord for Alperne er fæstningsværker brugt, forladt og genbrugt gennem tiderne. Langs Rhinen og den øvre Donau gik den
romerske limes, hvorfra der kendes flere højdeborge.

## Referencr
1. ↑  "Trelleborg", Trap Danmark (6. udgave), 1. oktober 2021 – via Lex.dk
2. ↑  Tore Skeie: Hvitekrist (s. 39), forlaget Gyldendal, Oslo 2018, ISBN 978-82-05-49527-3 Parameter fejl i {{ISBN}}: Fejl i ISBN.
3. ↑  Arkeologi i nord: En trelleborg i Rygge?
4. ↑  Brather (2001)
5. ↑  Se Rispebjerg på Bornholm.
6. ↑  Bierbrauer (2008)